# Brachystele
Brachystele ist eine Gattung aus der Familie der Orchideen (Orchidaceae). Sie besteht aus etwa zwanzig Arten krautiger Pflanzen, die in Mittel- und Südamerika beheimatet sind. Sie wachsen terrestrisch, meist an eher trockenen Standorten.

## Beschreibung
Die Arten der Gattung Brachystele sind kleine, ausdauernde Pflanzen. Die Wurzeln sind fleischig und spindelförmig oder gestielt-spindelförmig verdickt. Die Pflanzen entwickeln eine Blattrosette aus wenigen Blättern, manchmal ist nur ein Laubblatt vorhanden. Sie sind oval bis lanzettlich geformt und laufen am Ende spitz zu. Der Blattgrund läuft schmal in einen undeutlich abgesetzten Blattstiel zu. Zur Blütezeit sind die Blätter meist schon verwelkt.

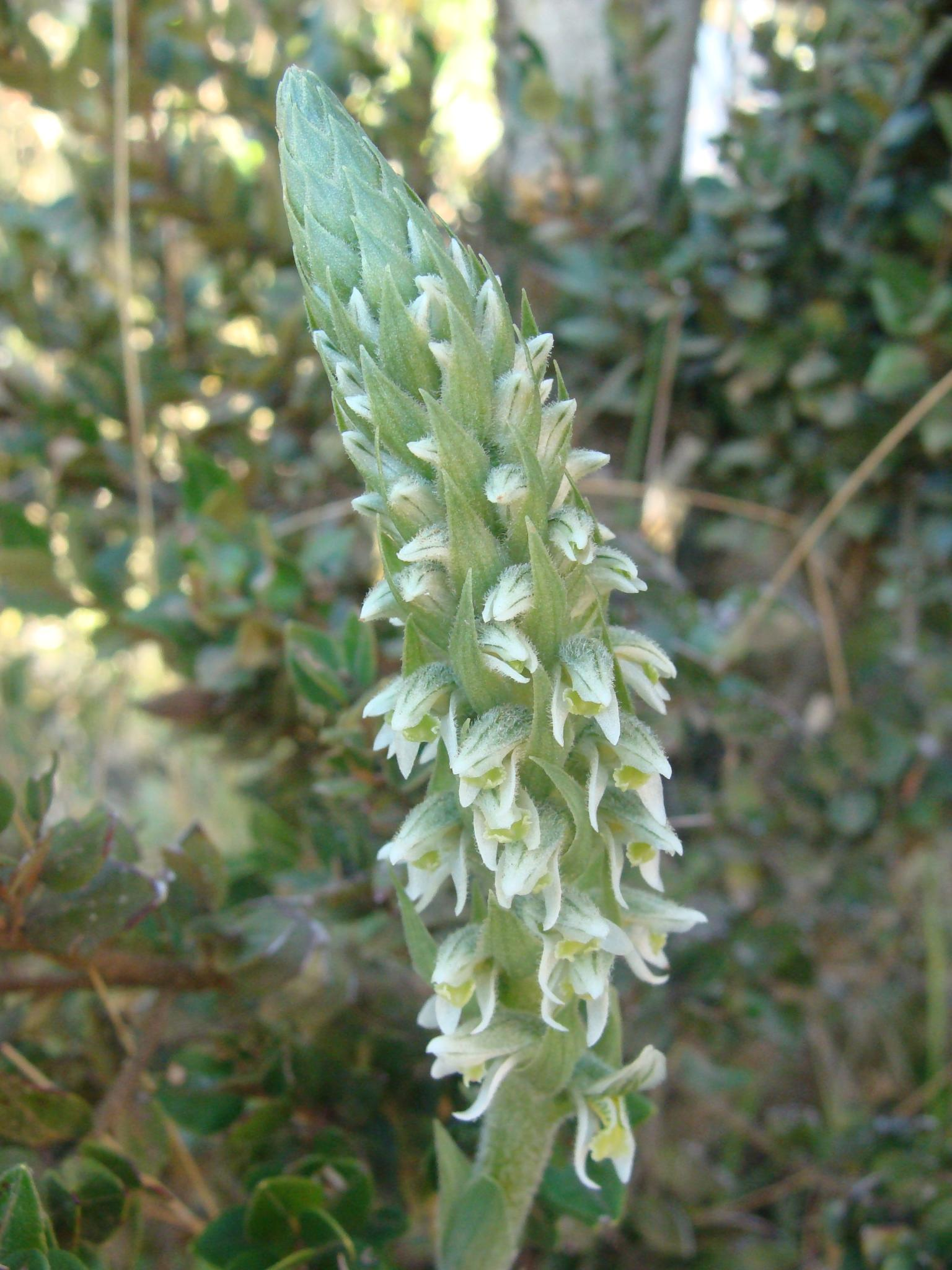
Brachystele unilateralis

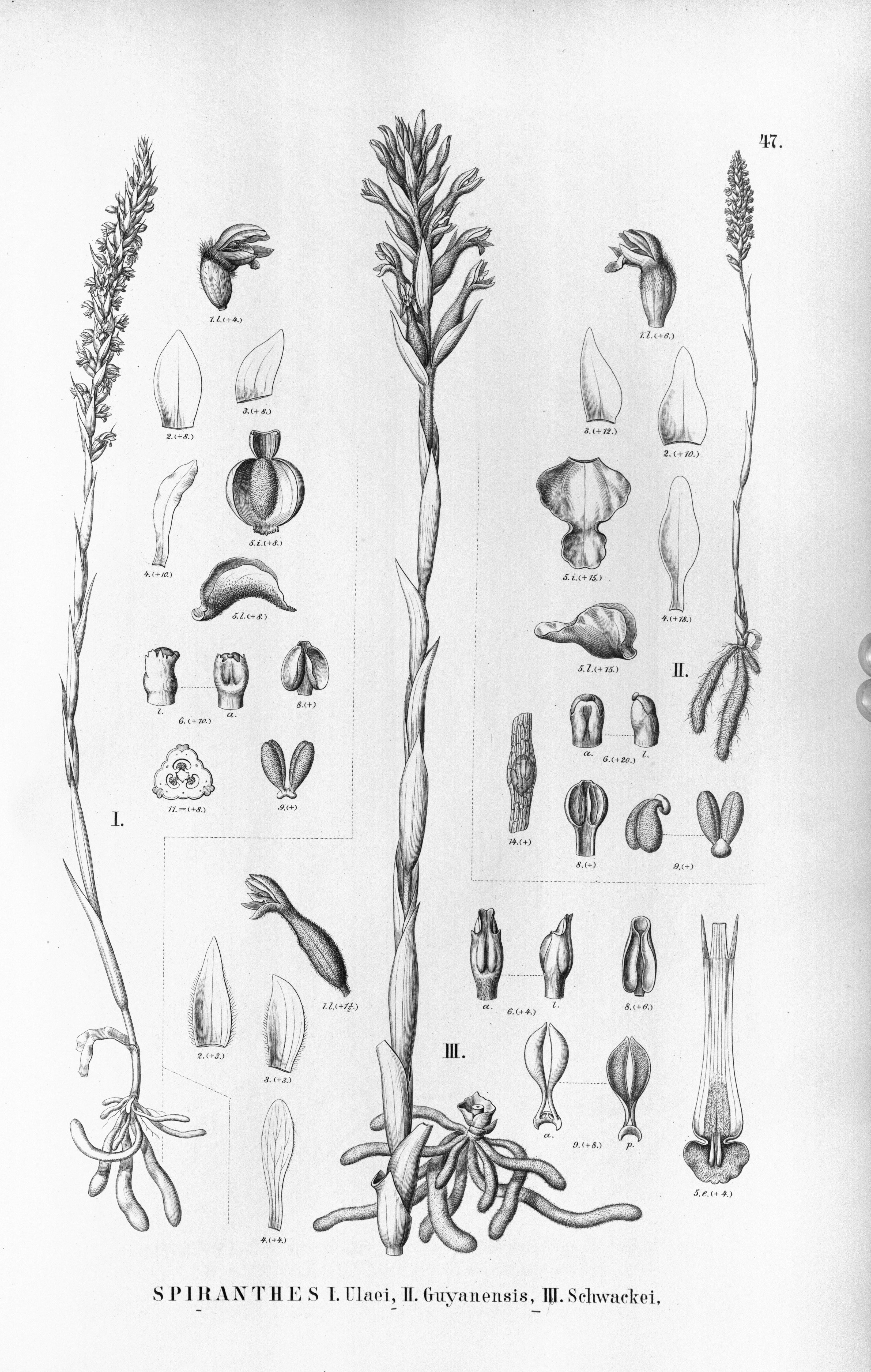
Illustration von Brachystele dilatata (Fig. I, links) und Brachystele guayanensis (Fig. II, Mitte)

Der traubige Blütenstand erscheint endständig. Die Blütenstandsachse ist drüsig behaart, gelegentlich im unteren Bereich kahl und nur weiter oben behaart. Sie ist von röhrenförmigen, unbehaarten Hochblättern umschlossen, meist dünn und durchscheinend mit dunkleren Adern, die unteren Hochblätter manchmal laubblattartig vergrößert. Der Fruchtknoten ist zylindrisch, etwas verdreht und etwas gebogen, so dass er nach oben weisend am Stängel ansetzt, die Blüte jedoch waagrecht absteht. Die Blüten stehen zu vielen dicht gedrängt am Ende der Blütenstandsachse beisammen, meist sind sie allseitig verteilt, gelegentlich leicht einseitswendig. Die Blüten sind klein, resupiniert, grünlich, weiß oder gelblich gefärbt, manchmal duftend. Die Blütenblätter sind röhrenförmig zusammengeneigt, nur ihre Spitzen sind manchmal zurückgeschlagen. Die Sepalen sind frei, nur die beiden seitlichen sind an ihrer asymmetrischen Basis ein kurzes Stück miteinander verwachsen; dort bilden sie mit der Verlängerung der Säule (Säulenfuß) eine Ausbuchtung (Mentum). Die spatelförmigen Petalen haftem dem dorsalen Sepal an. Die Lippe ist sitzend oder mit einer nur kurz gestielten („genagelten“) Basis. Die Ränder sind an der Basis zu zwei nach hinten gerichtete Nektardrüsen verdickt, die Spreite der Lippe ist behaart. Die Säule ist kurz, an der Spitze dicker werdend, am Grund über die Ansatzstelle am Fruchtknoten etwas verlängert (Säulenfuß). Die Narbe besteht aus zwei Flächen, die nah beieinander oder deutlich getrennt sein können. Das Rostellum (Trenngewebe zwischen Narbe und Staubblatt) ist weich und sehr kurz, ungeteilt, es ist nur als wenig erhabene Linie über den Narbenflächen sichtbar. In der Mitte des Rostellum befindet sich eine membranüberspannte Grube (Fovea), diese ist bei Herbarmaterial gerissen und das Rostellum erscheint dann zweigeteilt. Das Staubblatt ist rundlich-oval bis herzförmig, es enthält zwei gelbe, gestaucht-keulenförmige Pollinien. Diese sind längs tief geteilt, sie haften an einer kleinen, runden Klebscheibe (Viscidium). Die Kapselfrüchte sind umgekehrt-eiförmig.

## Vorkommen
Brachystele ist in drei Gebieten in Mittel- und Südamerika verbreitet. Im Norden besiedelt sie ein Gebiet, das von Mexiko über Mittelamerika bis in den Norden Südamerikas mit Venezuela und Guyana reicht. Im Südosten reicht die Verbreitung längs der Atlantikküste von Brasilien über Uruguay bis nach Argentinien. Im Südwesten besiedelt die Gattung einen Streifen längs der Pazifikküste von Peru bis Chile. Die Arten kommen von Meereshöhe bis 2300 Meter Höhe vor. Sie wachsen in eher sonnigen, offenen Situationen wie Wiesen, Savannen, Dornbusch, laubabwerfende Wälder oder Lichtungen in immergrünen Wäldern.

## Systematik und botanische Geschichte
Brachystele wird innerhalb der Tribus Cranichideae in die Subtribus Spiranthinae eingeordnet. Äußerlich ähnelt sie den Gattungen Sauroglossum und Odontorrhynchus, auch Pelexia zeigt Ähnlichkeiten in Details der Blüte.
Brachystele wurde zuerst von Rudolf Schlechter 1920 beschrieben. Er gruppiert zwölf schon vorher bekannte Orchideenarten unter diesem Gattungsnamen. Typusart ist Brachystele unilateralis. Der Name setzt sich aus den Bestandteilen brachys, „kurz“ und stele, „Säule“ zusammen.

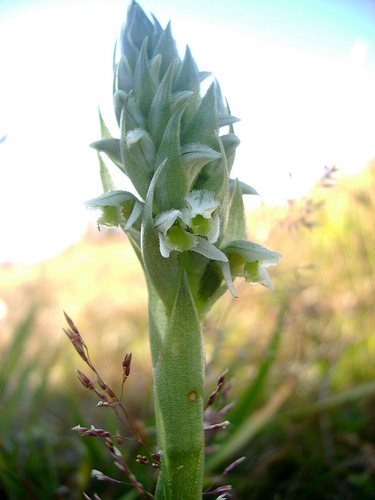
Brachystele unilateralis

Folgende 20 Arten werden zu Brachystele gezählt:
- Brachystele arechavaletae (Kraenzl.) Schltr.: Sie kommt in Uruguay vor.[1]
- Brachystele bicrinita Szlach.: Sie kommt in Brasilien vor.[1]
- Brachystele bracteosa (Lindl.) Schltr.: Sie kommt in Brasilien und Paraguay vor.[1]
- Brachystele burkartii  M.N.Correa: Sie kommt in Argentinien vor.[1]
- Brachystele camporum (Lindl.) Schltr.: Sie kommt von Brasilien bis zum nordöstlichen Argentinien vor.[1]
- Brachystele chlorops (Rchb.f.) Schltr.: Sie kommt von Bolivien bis zu  nordwestlichen Argentinien vor.[1]
- Brachystele cyclochila (Kraenzl.) Schltr.: Sie kommt in Brasilien, Argentinien, Paraguay und Uruguay vor.[1]
- Brachystele delicatula (Kraenzl.) Schltr.: Sie kommt in Paraguay vor.[1]
- Brachystele dilatata (Lindl.) Schltr.: Sie kommt von Peru und Brasilien bis Argentinien vor.[1]
- Brachystele guayanensis (Lindl.) Schltr.: Sie kommt von Mexiko und Trinidad bis ins tropische Südamerika vor.[1]
- Brachystele luzmariana Szlach. & R.González: Sie kommt in Mexiko vor.[1]
- Brachystele maasii Szlach.: Sie kommt in Kolumbien vor.[1]
- Brachystele oxyanthos Szlach.: Sie kommt in Suriname vor.[1]
- Brachystele pappulosa Szlach.: Sie kommt in Uruguay vor.[1]
- Brachystele scabrilingua Szlach.: Sie kommt in Brasilien vor.[1]
- Brachystele subfiliformis (Cogn.) Schltr.: Sie kommt in Brasilien vor.[1]
- Brachystele tamayoana Szlach., Rutk. & Mytnik: Sie kommt in Baja California vor.[1]
- Brachystele unilateralis (Poir.) Schltr.: Sie kommt in Peru, Chile und Argentinien vor.[1]
- Brachystele waldemarii Szlach.: Sie kommt in Uruguay vor.[1]
- Brachystele widgrenii (Rchb.f.) Schltr.: Sie kommt in Brasilien und Argentinien vor.[1]

Nicht mehr zu dieser Gattung wird gerechnet:
- Brachystele pedicellata (Cogn.) Garay => Aspidogyne pedicellata (Cogn.) Meneguzzo